# Here Come The Warm Jets

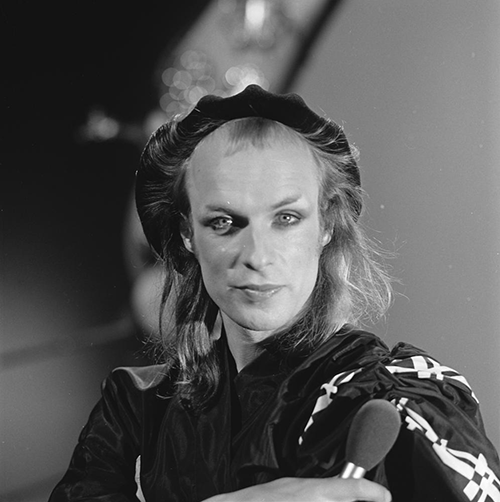
Brian Eno en la televisión holandesa en 1974

Here Come the Warm Jets (que en español se traduce como Ahí vienen los chorros calientes) es el álbum debut del músico británico Brian Eno. Fue su primer disco como solista luego de abandonar Roxy Music. Fue grabado en 1973 y publicado en enero de 1974, por Island Records. Fue ubicado en el puesto no. 436 de los 500 Mejores Álbumes de Todos los Tiempos, de la revista Rolling Stone.

## Antecedentes
Brian Eno fundó con ayuda de Bryan Ferry la banda de glam rock Roxy Music, en 1971.
Eno abandonó Roxy Music a mediados de 1973, luego de participar en el disco For Your Pleasure, el segundo de la banda. Eno tuvo problemas con Ferry, lo que precipitó su salida del grupo. Fue sustituido por Eddie Jobson.
A pesar de ser su primer disco en solitario, no fue su primer álbum, ya que con Robert Fripp quien sería su colaborador en Here Come The Warm Jets lanzó el álbum No Pussyfooting.

## Grabación
Enteramente producido por él, el disco fue grabado gracias al apoyo del sello discográfico Island Records. El álbum fue grabado en 12 días en los estudios Majestic, en Londres.
Su estilo musical es un híbrido entre glam rock y art rock, similar a su trabajo previo con la banda británica Roxy Music, aunque un poco más experimental. Para la grabación del álbum, Eno utilizó métodos inusuales tales como bailar para los miembros de la banda que grababa la placa para, de esta manera, captar su atención, o bien, cantar palabras absurdas para así darle una base musical a las líricas que finalmente integrarían el álbum. La placa cuenta, además, con la participación de diferentes músicos, convocados especialmente por Eno para que aporten al sonido general. Entre ellos, se encuentran varios miembros de su exbanda, Roxy Music, y de Hawkwind, Matching Mole y Pink Fairies, así como Chris Spedding y Robert Fripp de King Crimson.
La mezcla final se hizo en los Olympic Studios, por Chris Thomas.

## Contenido

### Portada
La foto de cubierta del álbum fue dirigida por su entonces novia Carol McNicoll, y muestra alegorías a la época glam de Eno. Aparece su boa de plumas negras, una foto suya en blanco y negro,  y entre muchos otros objetos como una pila de naipes sucia, aparece en la parte superior otra foto suya, a color.
En la parte superior izquierda se ubica su nombre ENO.
Contiene también una colección de teteras, flores, una cajetilla de cigarrillos, y un cenizero.

## Lanzamiento y promoción
El álbum se lanzó en enero de 1974, con el auspicio de Island Records. En esa época el artista adoptó su apellido como nombre artístico y el álbum se distribuyó acreditado a ENO.
Para promocionar su disco, Eno salió de gira pero un problema con su pulmón lo obligó a cancelarla.

## Recepción
Here Come the Warm Jets alcanzó el número 26 en las listas de álbumes del Reino Unido y el número 151 en la lista Billboard de Estados Unidos, recibiendo críticas en su mayoría positivas. Fue reeditado en disco compacto en 1990 en Island Records y en 2004 en Virgin Records, y continuó recibiendo elogios. El crítico Steve Huey de AllMusic declaró que el álbum "todavía suena emocionante, prospectivo y densamente detallado, revelando más complejidades con cada obra".
Pitchfork le dio una calificación de 9.5

## Lista de canciones
Todas las canciones escritas y compuestas por Brian Eno, excepto donde se indica. 
| Lado A |                               |          |  |
| N.º    | Título                        | Duración |  |
| 1.     | «Needles in the Camel's Eye»  | 3:11     |  |
| 2.     | «The Paw Paw Negro Blowtorch» | 3:04     |  |
| 3.     | «Baby's on Fire»              | 5:19     |  |
| 4.     | «Cindy Tells Me»              | 3:25     |  |
| 5.     | «Driving Me Backwards»        | 5:12     |  |

| Lado B |                           |          |  |
| N.º    | Título                    | Duración |  |
| 1.     | «On Some Faraway Beach»   | 4:36     |  |
| 2.     | «Blank Frank»             | 3:37     |  |
| 3.     | «Dead Finks Don't Talk»   | 4:19     |  |
| 4.     | «Some of Them Are Old»    | 5:11     |  |
| 5.     | «Here Come the Warm Jets» | 4:04     |  |